# Adamawa (estado)
Adamawa, ou Adamaua, é um estado do nordeste da Nigéria, cuja capital é Yola. Foi formado em 27 de agosto de 1991 a partir do estado de Gongola com quatro divisões administrativas: Adamawa, Ganye, Mubi e Numan. É um dos trinta e seis estados que constituem a República Federal da Nigéria.